# Yvonne Severn
Yvonne Severn (Johannesburg, 11 aprile 1927 – Thousand Oaks, 22 novembre 2006) è stata un'attrice statunitense.

## Biografia
Nata Yvonne Diana Severn, conosciuta come "Vonnie", era la seconda figlia del dottor Clifford Brill Severn (1890-1981) e della moglie sudafricana Rachel Malherbe (1897-1984). I suoi genitori erano emigrati dal Sudafrica a Los Angeles poco prima della sua nascita. Aveva sette fratelli che erano tutti attori bambini: Venetia Severn, Clifford Severn, Raymond Severn, Ernest Severn, Christopher Severn, William Severn e Winston Severn. Ha sposato Roy Haskell Shelley (1922-1999).
Yvonne Severn è nota soprattutto per le sue apparizioni cinematografiche in Verso l'ignoto e, come principessa, con sua sorella Venetia nella L'usurpatore (1939).

## Filmografia parziale
- I Lloyds di Londra (Lloyds of London), regia di Henry King (1936)
- L'usurpatore (Tower of London), regia di Rowland V. Lee (1939)
- The Earl of Chicago, regia di Richard Thorpe (1940)
- Eagle Squadron, regia di Arthur Lubin (1942)
- Verso l'ignoto (The Amazing Mrs. Holliday), regia di Bruce Manning (1943)
- Joe il pilota (A Guy Named Joe), regia di Victor Fleming (1943)
- Maisie Goes to Reno, regia di Harry Beaumont (1944)